# Thíngol
Elu Thíngol és un personatge fictici de l'univers de J.R.R. Tolkien, la Terra Mitjana. Va ser Rei de Dòriath i Rei Suprem dels Síndar.
Elu és la forma síndarin del seu nom original en quenya Elwë, que significa "home de les estrelles". Thíngol era el seu sobrenom i prové de Sindcollo, "capa grís".
Va despertar-se amb la resta dels elfs a les ribes del llac Cuivenen. Va ser designat com a ambaixador de la seva tribu, els teleri, per acompanyar el Vala Oromë a visitar Vàlinor i ajudés a la seva gent a decidir si valia la pena emprendre el Gran Viatge cap a l'Oest. En la visita l'acompanyà el representant dels nóldor, Finwë, amb qui es feren molt bons amics.
Un cop decidit d'anar cap a Vàlinor, els teleri eren els que menys de pressa avançaven i quan van arribar l'illa mòbil de Tol Eressëa ja havia partit. Van haver de quedar-se vivint a Beleríand esperant que Tol Eressëa tornés. Durant aquest tempes, molts Teleri van enamorar-se d'aquelles terres i van decidir quedar-s'hi. Thíngol va trobar Mèlian la Maia als boscos de Nan Élmoth va quedar captivat per la seva bellesa. Van casar-se i van esdevenir els reis dels Teleri que es van quedar a Beleríand, que van passar a ser coneguts com els síndar.
El seu germà, Olwë, es convertí en el de rei dels teleri que van marxar de Beleríand per establir-se a Vàlinor.
Ell i Mèlian van tenir una filla Lúthien, que es diu que va ser la dona més bonica que mai va existir.
A l'arribar a Beleríand, els senyors dels nóldor van amagar a Thíngol els fets de la Matança d'Aqualondë, on el seguidors de Fèanor havien assassinat i robat els vaixels als teleri parents de Thíngol. Fins i tot els nóldor que no van intervenir en el crim se'n sentien culpables i guardaven silenci. Eventualment Círdam el Mestre d'Aixa va sentir el rumor i ho transmeté a Thíngol. Indignat, Thíngol va exigir explicacions a Fínrod Felagund, que va guardar silenci per no delatar els seus parents. Però el seu germà Àngrod no va voler continuar soportant la culpa i va acusar els fills de Fèanor de la matança i dels sofriments de la casa de Finarfin en travessar el Helcaraxë. Thíngol va perdonar les cases de Fingolfin i Finarfin, però va prohibir que a partir d'aleshores es parlés quenya, la llengua d'Aman que parlaven el nóldor. A partir d'aleshores, l'idioma principal dels elfs a la Terra Mitjana va ser el síndarin.
Lúthien es va enamorar d'un home anomenat Beren. Thíngol es va oposar al matrimoni, ja que estimava molt la seva filla i li desagradaven els homes. Per fer desistir Beren va exigir com a ofrena per la mà de la seva filla un Silmaril de la corona de Mórgoth, pensant que era impossible d'obtenir. Però Beren, amb l'ajuda de Lúthien, van aconseguir portar el Silmaril a Thíngol i aquest va haver de permetre el matrimoni.
Va ser el Silmaril la causa de la mort de Thíngol: es va obsessionar tant amb la joia que va demanar als nans que l'incrustessin en un collaret, que s'anomenà Nauglamir. Però els nans també van quedar obsessionats per la bellesa del Silmaril i van assassinar Thíngol per robar-lo, iniciant la cadena d'esdeveniments que acabaria amb la destrucció de Dòriath i la dispersió de la seva gent.

## Genealogia de la Casa d'Elwë
```
---------------------
| | 

Mèlian
 = 
(Elwë)Thíngol
 
Olwë

| |

Lúthien
 = 
Beren
 ------------------- 
| | |

Dior
 
Eärwen
 = 
Finarfin
 
altres fills

|

Fínrod

Àngrod
 (Pare d'
Oròdreth
)

Aegnor

Galàdriel
```